# ハリー・アーノルド

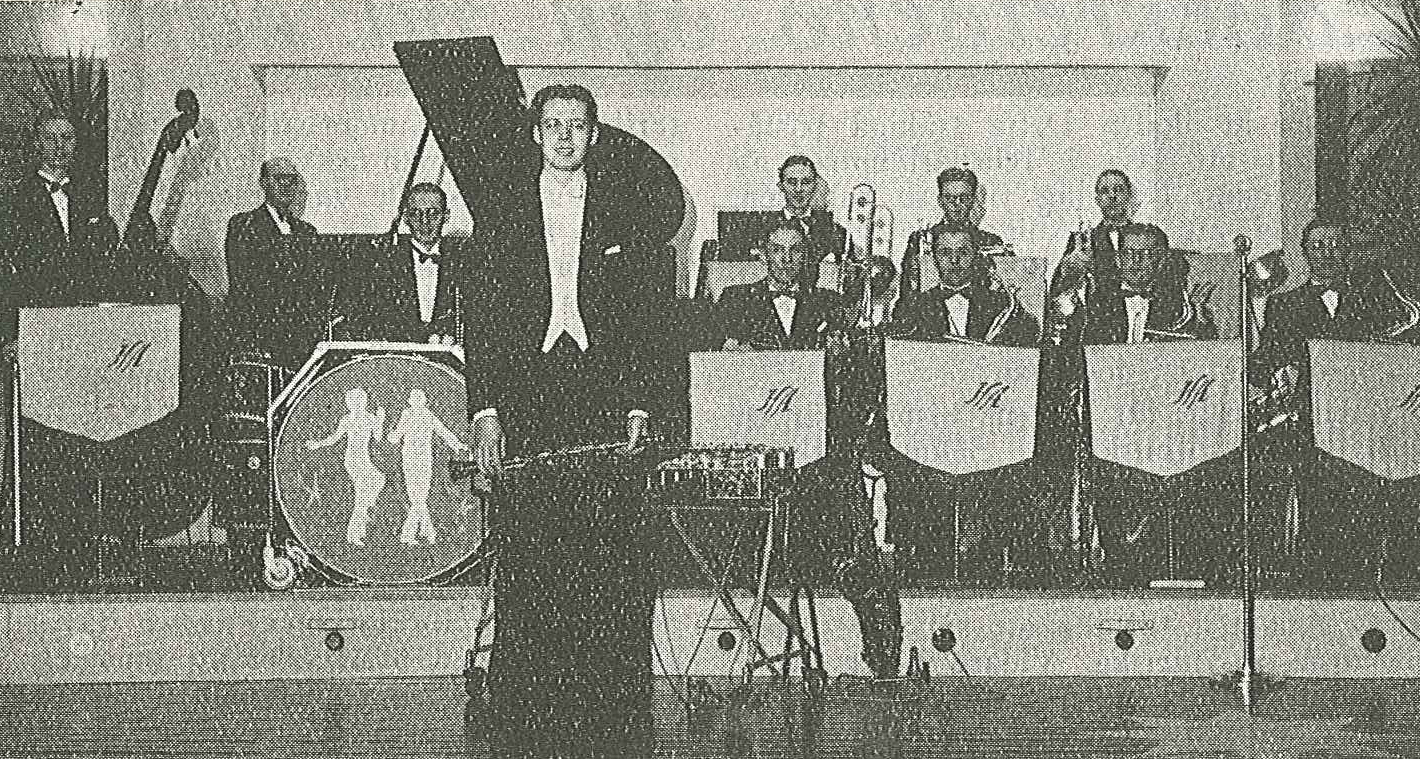
自身のオーケストラとハリー・アーノルド（1943年）

ハリー・アーノルド（Harry Arnold、1920年8月7日 - 1971年2月11日）は、スウェーデンのジャズ・サクソフォーン奏者、バンドリーダー。
アーノルドはヘルシンボリで生まれ、1942年に初のビッグバンドを率い、当初はサクソフォーンを演奏していたが、やがて演奏をやめて編曲に専念するようになった。1949年から1952年にかけては、トーレ・エーリングのバンドで演奏と編曲を担当し、スタジオ・ミュージシャンとしても幅広く活動し、特に1950年代の大半は映画音楽の作曲に携わった。1956年から1965年にかけては、アーノルドは、アルネ・ドムネラス、ベンクト・ハルベルク、オキ・ペルソンらを含むスウェーデン・ラジオ・ビッグバンドを率いた。アメリカ人トランペット奏者のベニー・ベイリーが一時期このバンドで演奏し、クインシー・ジョーンズが編曲と短期間の指揮を担当した。彼らはアーネスティン・アンダーソン、ラッキー・トンプソン、コールマン・ホーキンス、トゥーツ・シールマンス、トニー・スコット、スタン・ゲッツらとレコーディングを行った。グループは1965年に解散したが、その後もアーノルドはアレンジャーとして活動を続け、ヨーロッパでビッグバンドを率いた。彼は1971年2月、ストックホルムにて50歳で亡くなった。

## ディスコグラフィ

### リーダー・アルバム
- 『ハリー・アーノルド＋ビッグ・バンド＋クインシー・ジョーンズ＝ジャズ!』 - Harry Arnold+Big Band+Quincy Jones=Jazz! (1958年、Mercury) ※旧邦題『ビック・バンド・イン・スウェーデン』
- 『月と星へのきざはし』 - The Moon And The Stars (1959年、Mercury)
- I Love Harry Arnold & All His Jazz (1960年、Atco)
- 『ハリー・アーノルド・アンド・ヒズ・フレンズ』 - Guest Book (1962年、Jazzland)
- The Big Band in Concert 1957/1958 (1996年、Dragon)
- Studio Sessions 56–58 (1998年、Dragon)
- Big Band 64/65 Vol. 1 (2003年、Dragon)
- Big Band 64/65 Vol. 2 (2003年、Dragon)